# Anoplarchus
Anoplarchus is een geslacht van straalvinnige vissen uit de familie van stekelruggen (Stichaeidae).

## Soorten
- Anoplarchus insignis Gilbert & Burke, 1912
- Anoplarchus purpurescens Gill, 1861